# 安德里亞主教座堂

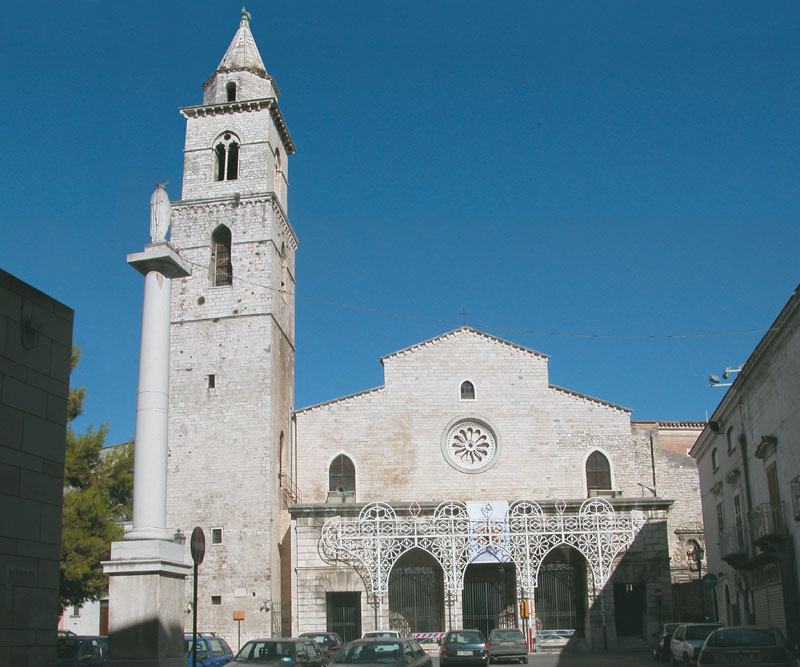
安德里亞主教座堂

安德里亞主教座堂（義大利語：Duomo di Andria）是意大利普利亞大區巴里省城市安德里亞的一座羅馬天主教的主教座堂。教堂奉獻給聖母升天。這座教堂是天主教安德里亞教區的主教座堂。在1916年的一場大火中，教堂曾稍微受損。1965年，教堂得到修復。